# Cosmina Dușa
Cosmina Anișoara Dușa (n. 4 martie 1990, Iernut, România) este o fotbalistă originară din România. 

## Carieră
A evualat atât ca atacant, cât și ca apărător, și a jucat la Clujana Cluj, AS Volos 2004 (Grecia), Olimpia Cluj, Konak Belediyespor (Turcia) și Fortuna Becicherecu Mic.
Ea joacă și pentru echipa națională a României. Ca jucătoare a câștigat campionatul național, cupa națională și a fost cel mai bun marcator al ligii.

## Palmares
- Campionatul României (4): 2008, 2009, 2011, 2012
- Cupa României (3): 2008, 2011, 2012

- Campionatul Turciei (5): 2013, 2014, 2015, 2016, 2017